# Happy Feet
Happy Feet er en australsk-produceret computeranimeret, musicalfilm fra 2006, instrueret og skrevet af George Miller. Den blev produceret af Animal Logic for Warner Bros. og Village Roadshow Pictures og blev udgivet i Nordamerika 17. november 2006. 
Selvom det primært er en animeret film, så er der optaget scener med virkelige mennesker. Filmen blev samtidig udsendt i både traditionelle biografer og i IMAX 2D-format. Studiet har antydet, at en fremtidig IMAX 3D-udgivelse er en mulighed. 
Happy Feet vandt Oscar for bedste animationsfilm og var nomineret til en Annie Award for bedste animerede spillefilm.
Filmen er dedikeret til mindet om Nick Enright, Michael Jonson, Robby McNeilly Green og Steve Irwin.

## Medvirkende
| Rolle      | Originale stemme  | Danske stemme     |
| ---------- | ----------------- | ----------------- |
| Mumble     | Elijah Wood       | Laus Høybye       |
| Gloria     | Brittany Murphy   | Trine Dyrholm     |
| Memphis    | Hugh Jackman      | Jens Jørn Spottag |
| Norma Jean | Nicole Kidman     | Trine Appel       |
| Lovelace   | Robin Williams    | Kasper Leisner    |
| Ramon      | Robin Williams    | Preben Kristensen |
| Noah       | Hugo Weaving      | Stig Hoffmeyer    |
| Nestor     | Carlos Alazraqui  | Donald Andersen   |
| Lombardo   | Johnny A. Sanchez | Ole Boisen        |
| Rinaldo    | Jeffrey Garcia    | Søren Ulrichs     |
| Raul       | Lombardo Boyar    | Henrik Koefoed    |